# AC Sparta Praha 2015/2016
Tento článek se podrobně zabývá událostmi ve fotbalovém klubu AC Sparta Praha v sezoně 2015/16.

## Soupiska
| Číslo | Pozice |                   | Hráč              | Datum narození a věk        | 2015/16 | 2015/16 | 2015/16 | 2015/16   | 2015/16 |
| Číslo | Pozice | Z                 | Hráč              | Datum narození a věk        | Gól     | A       |         | Vyloučení |         |
| ----- | ------ | ----------------- | ----------------- | --------------------------- | ------- | ------- | ------- | --------- | ------- |
| 1     | B      | Česko             | Marek Štěch       | 28. ledna 1990 (26 let)     | 6       | 0       | 0       | 0         | 0       |
| 2     | O      | Česko             | Ondřej Mazuch     | 15. března 1989 (27 let)    | 6       | 0       | 0       | 1         | 0       |
| 3     | O      | Slovensko         | Michal Breznaník  | 16. prosince 1985 (30 let)  | 4       | 0       | 0*      | 0         | 1       |
| 3     | O      | Česko             | Milan Kadlec      | 27. února 1995 (21 let)     | 2       | 0       | 0       | 0         | 0       |
| 5     | O      | Česko             | Jakub Brabec      | 6. srpna 1992 (23 let)      | 38      | 4       | 1*      | 11        | 0       |
| 6     | Z      | Česko             | Lukáš Vácha       | 13. května 1989 (27 let)    | 23      | 2       | 3       | 5         | 0       |
| 7     | Ú      | Nigérie           | Kehinde Fatai     | 19. února 1990 (26 let)     | 45      | 14      | 4*      | 4         | 0       |
| 8     | Z      | Česko             | Marek Matějovský  | 20. prosince 1981 (34 let)  | 41      | 0       | 0*      | 9         | 1       |
| 9     | Z      | Česko             | Bořek Dočkal      | 30. září 1988 (27 let)      | 46      | 13      | 18*     | 8         | 0       |
| 11    | Z      | Česko             | Lukáš Mareček     | 17. dubna 1990 (26 let)     | 48      | 2       | 4*      | 10        | 0       |
| 13    | Z      | Česko             | Martin Matoušek   | 2. května 1995 (21 let)     | 1       | 0       | 0       | 0         | 0       |
| 14    | Z      | Česko             | Martin Frýdek     | 24. března 1992 (24 let)    | 38      | 3       | 4*      | 20        | 0       |
| 15    | O      | Česko             | Radoslav Kováč    | 27. listopadu 1979 (36 let) | 10      | 0       | 0*      | 4         | 0       |
| 16    | O      | Česko             | Ondřej Zahustel   | 18. června 1991 (25 let)    | 4       | 0       | 1       | 1         | 0       |
| 16    | Ú      | Česko             | David Čapek       | 7. května 1997 (19 let)     | 2       | 0       | 0       | 0         | 0       |
| 17    | O      | Německo           | Markus Steinhöfer | 7. března 1986 (30 let)     | 12      | 0       | 4       | 0         | 0       |
| 17    | Z      | Česko             | Michal Sáček      | 19. září 1996 (19 let)      | 4       | 0       | 0       | 1         | 0       |
| 18    | Z      | Pobřeží slonoviny | Tiémoko Konaté    | 3. března 1990 (26 let)     | 38      | 4       | 6*      | 6         | 0       |
| 19    | Ú      | Portugalsko       | Marco Paixão      | 19. září 1984 (31 let)      | 6       | 0       | 0       | 0         | 0       |
| 20    | Z      | Konžská republika | Franci Litsingi   | 9. října 1986 (29 let)      | 8       | 1       | 1       | 0         | 0       |
| 20    | O      | Česko             | David Březina     | 16. února 1997 (19 let)     | 1       | 0       | 0       | 0         | 0       |
| 21    | Ú      | Česko             | David Lafata      | 18. září 1981 (34 let)      | 40      | 26      | 5*      | 7         | 0       |
| 22    | Z      | Česko             | Josef Hušbauer    | 16. března 1990 (26 let)    | 19      | 2       | 2*      | 3         | 0       |
| 23    | Z      | Česko             | Ladislav Krejčí   | 5. července 1992 (23 let)   | 45      | 8       | 8*      | 6         | 1       |
| 24    | Z      | Česko             | Petr Jiráček      | 2. března 1986 (30 let)     | 28      | 2       | 0*      | 4         | 0       |
| 25    | O      | Česko             | Mario Holek       | 28. října 1986 (29 let)     | 28      | 0       | 0       | 5         | 0       |
| 26    | O      | Zimbabwe          | Costa             | 6. ledna 1986 (30 let)      | 43      | 6       | 2*      | 15        | 0       |
| 27    | B      | Česko             | Miroslav Miller   | 19. srpna 1980 (35 let)     | 5       | 0       | 0*      | 0         | 0       |
| 28    | O      | Česko             | Ondřej Zahustel   | 18. června 1991 (25 let)    | 10      | 1       | 2       | 1         | 0       |
| 29    | O      | Česko             | Matěj Hybš        | 3. ledna 1993 (23 let)      | 23      | 0       | 2*      | 5         | 0       |
| 30    | Ú      | Česko             | Lukáš Juliš       | 2. prosince 1994 (21 let)   | 32      | 8       | 2*      | 1         | 0       |
| 31    | Z      | Česko             | Jan Záviška       | 21. srpna 1995 (20 let)     | 1       | 0       | 0       | 0         | 0       |
| 32    | Ú      | Česko             | Josef Šural       | 30. května 1990 (26 let)    | 10      | 2       | 1       | 0         | 0       |
| 33    | Ú      | Česko             | Daniel Turyna     | 26. února 1998 (18 let)     | 1       | 1       | 0       | 0         | 0       |
| 34    | O      | Česko             | Milan Piško       | 6. března 1996 (20 let)     | 2       | 0       | 0       | 0         | 0       |
| 35    | B      | Česko             | David Bičík       | 4. června 1981 (35 let)     | 41      | 0       | 0       | 1         | 0       |
| 36    | O      | Česko             | Vojtěch Čmelík    | 28. února 1997 (19 let)     | 1       | 0       | 0       | 0         | 0       |
| 37    | Z      | Česko             | Daniel Mareček    | 30. května 1998 (18 let)    | 1       | 0       | 0       | 0         | 0       |
| 38    | O      | Česko             | Tomáš Wiesner     | 17. července 1997 (18 let)  | 1       | 0       | 0       | 0         | 0       |
| 39    | Z      | Česko             | Filip Hašek       | 20. března 1997 (19 let)    | 1       | 0       | 0       | 0         | 0       |
| 43    | Z      | Česko             | Christián Frýdek  | 1. února 1999 (17 let)      | 1       | 0       | 0       | 0         | 0       |

- Statistika asistencí není kompletní, chybí data u pohárových utkání s Královým Dvorem a Pardubicemi. Hráči, kteří byli na hřišti v době vstřelení gólu a tudíž si mohli připsat asistenci, mají počet asistencí uvedený kurzívou a s hvězdičkou.
- Věk uveden k poslednímu dni sezony, tj. 30. červnu 2016

## Liga
| 1 24. července 2015 | FC Vysočina Jihlava              | 0 : 0 | AC Sparta Praha                                                       | Stadion v Jiráskově ulici, Jihlava                                 |  |
| 19:00 | Jiří Krejčí 67' Pavel Dvořák 89' | [ 1 ] | 18' Lukáš Mareček 41' Bořek Dočkal 50' Lukáš Vácha 90'+2' Mario Holek | Diváci: 3 894 Rozhodčí: Tomáš Kocourek AR: Pavel Peřina, Jiří Kříž |  |
| Poznámky: AC Sparta Praha: Bičík – Hybš, Holek, Mareček – M. Frýdek (68. Konaté), Dočkal (C), Vácha, Matějovský, Steinhöfer (46. Fatai) – L. Krejčí, Paixão (75. Litsingi). Trenér Ščasný FC Vysočina Jihlava: Hanuš – Mišůn, J. Krejčí, Kryštůfek, Tlustý – Nerad, Marek (C) – Batioja, Jungr (69. Přeučil), Kukoľ (80. Fulnek) – Mešanović (75. Dvořák). Trenér Klusáček |                                  |       |                                                                       |                                                                    |  |

| 2 1. srpna 2015 | AC Sparta Praha                                     | 3 : 1 | FC Baník Ostrava                                   | Letná, Praha                                                             |  |
| 15:00 | David Lafata 80' Bořek Dočkal 84' Kehinde Fatai 90' | [ 2 ] | 63' Martin Kouřil 74' Martin Foltýn 90' Filip Kaša | Diváci: 11 021 Rozhodčí: Petr Ardeleánu AR: Ondřej Pelikán, Jiří Moláček |  |
| Poznámky: AC Sparta Praha: Štěch – Hybš, Brabec, Mareček – Breznaník (21. M. Frýdek), Matějovský, Hušbauer (69. Litsingi), Dočkal, Steinhöfer – Lafata (C), Paixão (46. Fatai). Trenér Ščasný FC Baník Ostrava: Pavlenka – Holzer, Kouřil, Kaša, Frydrych (C) – Ježdík, Mensah (65. Foltýn) – Engelmann (50. Azevedo), Kukec, Mondek (85. J. Šašinka) – Narh. Trenér Korytář |                                                     |       |                                                    |                                                                          |  |

| 3 9. srpna 2015 | AC Sparta Praha | 3 : 0 | FC Fastav Zlín                                   | Letná, Praha                                                    |  |
| 19:15 | Bořek Dočkal 6' (pen.) Martin Frýdek 27' Lukáš Mareček 39' Bořek Dočkal 45'+2' (pen.) Tiémoko Konaté 69' Costa 73' David Lafata 75' Lukáš Vácha 88' | [ 3 ] | 5' Tomáš Hájek 28' Miloš Kopečný 33' Jakub Jugas | Diváci: 7 960 Rozhodčí: Karel Hrubeš AR: Petr Blažej, Jan Paták |  |
| Poznámky: AC Sparta Praha: Bičík – Hybš, Costa, Mareček – L. Krejčí (63. Konaté), Dočkal, Hušbauer, Vácha, M. Frýdek (46. Steinhöfer) – Fatai (76. Matějovský), Lafata (C). Trenér Ščasný FC Fastav Zlín: Dostál – Matejov, Hájek, Jugas, Pazdera – Koreš (79. Hubáček), Holík (54. Živulić), Janíček, Kopečný (71. Jordan) – Poznar, Železník (C). Trenér Páník | |       |                                                  |                                                                 |  |

| 4 14. srpna 2015 | FK Mladá Boleslav                                                                     | 2 : 4 | AC Sparta Praha | Městský stadion, Mladá Boleslav                                        |  |
| 20:30 | Jiří Skalák 40' Ondřej Zahustel 52' Lukáš Magera 55' Daniel Bartl 77' Milan Baroš 87' | [ 4 ] | 8' Lukáš Vácha 21' Lukáš Mareček 48' David Lafata 57' Bořek Dočkal 75' Mario Holek 78' Costa 79' David Lafata 83' David Lafata 88' Kehinde Fatai | Diváci: 5 000 Rozhodčí: Radek Příhoda AR: Ivo Nádvorník, Pavel Vlasjuk |  |
| Poznámky: AC Sparta Praha: Bičík – Costa, Holek, Mareček – Matějovský, Vácha – M. Frýdek (46. Hybš), Hušbauer (46. Fatai), Dočkal – L. Krejčí (89. Konaté), Lafata (C). Trenér Ščasný FK Mladá Boleslav: Šeda – Bořil, Šisler, Kúdela, Bartl – Rada, Malpon (66. Baroš) – Skalák, Šćuk, Zahustel (81. Chramosta) – Magera (C). Trenér Jarolím |                                                                                       |       | |                                                                        |  |

| 5 23. srpna 2015 | AC Sparta Praha                                                         | 2 : 0 | FK Dukla Praha                                                                | Letná, Praha                                                        |  |
| 19:15 | David Lafata 12' Lukáš Mareček 31' Ladislav Krejčí 41' David Lafata 56' | [ 5 ] | 13' Lukáš Štetina 48' Tomáš Berger 54' Marek Hanousek 83' Branislav Milošević | Diváci: 9 142 Rozhodčí: Miroslav Zelinka AR: Radek Kotík, Jan Paták |  |
| Poznámky: AC Sparta Praha: Bičík – Hybš, Costa, Holek, Steinhöfer – Matějovský (78. Litsingi), Mareček – L. Krejčí, Dočkal, M. Frýdek – Lafata (C) (87. Fatai). Trenér Ščasný FK Dukla Praha: Rada – Vrzal, Jeřábek, Štetina, Jurendić – Považanec, Hanousek (C) (78. Milošević), Čajić (59. Tetour) – Mareš (62. Albiach), Beauguel, Berger. Trenér Kozel |                                                                         |       |                                                                               |                                                                     |  |

| 6 13. září 2015 | FK Jablonec             | 1 : 1 | AC Sparta Praha                                                       | Stadion Střelnice, Jablonec nad Nisou                         |  |
| 15:00 | Tomáš Wágner 84' (pen.) | [ 6 ] | 75' David Lafata 79' Jakub Brabec 83' Matěj Hybš 90' Marek Matějovský | Diváci: 6 012 Rozhodčí: Jan Jílek AR: Petr Blažek, David Hock |  |
| Poznámky: AC Sparta Praha: Bičík – Hybš, Costa, Holek – Jiráček (72. Brabec), Hušbauer (61. Fatai), Dočkal, Matějovský, Steinhöfer (46. L. Krejčí) – M. Frýdek, Lafata (C). Trenér Ščasný FK Jablonec: Hrubý – Karavajev, Beneš, Pernica, Romera – Mingazov, Greguš (81. Doležal), Pospíšil, Hübschman (C), Masopust (65. Wágner) – Tecl (76. Crnkić). Trenér Šilhavý |                         |       |                                                                       |                                                               |  |

| 7 20. září 2015 | AC Sparta Praha                                                                                            | 4 : 0 | SK Sigma Olomouc | Letná, Praha                                                                 |  |
| 17:00 | Josef Hušbauer 13' David Lafata 25' Bořek Dočkal 35' (pen.) Ladislav Krejčí 65' Bořek Dočkal 75' Costa 89' | [ 7 ] | 88' Denis Cana   | Diváci: 7 722 Rozhodčí: Martin Nenadál AR: Tomáš Mokrusch, Zdeněk Dobrovolný |  |
| Poznámky: AC Sparta Praha: Štěch – Hybš, Costa, Holek, M. Frýdek – Jiráček – L. Krejčí, Matějovský (72. Mareček), Hušbauer (59. Fatai), Dočkal – Lafata (C) (76. Paixão). Trenér Ščasný SK Sigma Olomouc: Buchta – Vepřek, Radaković, Rajnoch (C), Hála – Navrátil (80. Štěpán), Halenár (46. Houska), Cana, Plšek, Petr – Malec (60. Vašíček). Trenér Kalvoda | |       |                  |                                                                              |  |

| 8 27. září 2015 | SK Slavia Praha                                                                                              | 1 : 0 | AC Sparta Praha                                 | Eden, Praha                                                             |  |
| 15:00 | Jaromír Zmrhal 45' Tomáš Souček 61' Jan Mikula 76' Milan Škoda 76' Jaromír Zmrhal 88' Martin Berkovec 90'+5' | [ 8 ] | 11' Martin Frýdek 75' Costa 90'+6' Jakub Brabec | Diváci: 17 663 Rozhodčí: Miroslav Zelinka AR: Ondřej Pelikán, Jan Paták |  |
| Poznámky: AC Sparta Praha: Bičík – Hybš (46. Brabec), Costa, Holek, M. Frýdek – Jiráček (74. Konaté), Matějovský – L. Krejčí, Hušbauer (46. Fatai), Dočkal – Lafata (C). Trenér Ščasný SK Slavia Praha: Berkovec – T. Jablonský, Deli, Latka (C), Mikula – Voltr (90.+4. Bílek), Kenia (90. Frydrych), Zmrhal, Souček, Štohanzl (70. Černý) – Mil. Škoda. Trenér Uhrin ml. | |       |                                                 |                                                                         |  |

| 9 4. října 2015 | AC Sparta Praha                                                                             | 4 : 0 | 1. FC Slovácko   | Letná, Praha                                                          |  |
| 18:00 | Kehinde Fatai 10' Martin Frýdek 38' Martin Frýdek 57' Kehinde Fatai 72' Ladislav Krejčí 89' | [ 9 ] | 28' Filip Hlúpik | Diváci: 7 018 Rozhodčí: Tomáš Kocourek AR: Radek Kotík, Ivo Nádvorník |  |
| Poznámky: AC Sparta Praha: Bičík – M. Frýdek, Costa, Brabec, Mareček – Jiráček, Matějovský (66. Hušbauer) – L. Krejčí, Dočkal, Fatai (84. Juliš) – Lafata (C) (77. Konaté). Trenér Ščasný 1. FC Slovácko: Heča – Reinberk, Břečka, Hofmann, Kuncl – Ćivić (73. Rada), Hlúpik (84. Kubala), Havlík, Šumulikoski (C), Sadílek – Diviš. Trenér Habanec |                                                                                             |       |                  |                                                                       |  |

| 10 18. října 2015 | 1. FK Příbram                                                         | 0 : 4  | AC Sparta Praha                                                                                     | Na Litavce, Příbram                                                     |  |
| 15:00 | Jan Rezek 33' Josef Hnaníček 48' Radek Dosoudil 58' Martin Krameš 63' | [ 10 ] | 55' David Lafata 63' Martin Frýdek 65' Kehinde Fatai 77' Kehinde Fatai 81' Costa 88' Tiémoko Konaté | Diváci: 6 827 Rozhodčí: Pavel Královec AR: Martin Wilczek, Jiří Moláček |  |
| Poznámky: AC Sparta Praha: Bičík – M. Frýdek, Costa, Brabec, Mareček – Jiráček, Matějovský – L. Krejčí (83. Litsingi), Dočkal (82. Hušbauer), Fatai – Lafata (C) (69. Konaté). Trenér Ščasný 1. FK Příbram: Hruška – Divíšek, Dosoudil, Zápotočný (C), Sus – Krameš (83. Januška), Hnaníček – Štípek (77. Mareš), Rezek (58. Barák), Pilík – Bednář. Trenér Tobiáš |                                                                       |        | |                                                                         |  |

| 11 25. října 2015 | AC Sparta Praha                                                                               | 3 : 0  | Bohemians Praha 1905                               | Letná, Praha                                                          |  |
| 18:00 | Josef Hušbauer 29' David Lafata 45'+1' Kehinde Fatai 56' Jakub Brabec 77' Franci Litsingi 87' | [ 11 ] | 9' David Bartek 23' David Bartek 31' Jhon Mosquera | Diváci: 10 681 Rozhodčí: Karel Hrubeš AR: Petr Blažej, Petr Vysloužil |  |
| Poznámky: AC Sparta Praha: Bičík – Hybš (46. L. Krejčí), Holek, Brabec (82. Steinhöfer), Mareček – Jiráček – Konaté, Hušbauer, Dočkal, Fatai (69. Litsingi) – Lafata (C). Trenér Ščasný Bohemians Praha 1905: Zlámal – Šírl, Šmíd, Krch, Havel – Mosquera (90. Lulić), Jindřišek (C), Jirásek (79. ...), Hubínek, Bartek – Mikuš (68. Čížek). Trenér Pivarník |                                                                                               |        |                                                    |                                                                       |  |

| 12 1. listopadu 2015 | FC Viktoria Plzeň | 2 : 1  | AC Sparta Praha | Doosan Arena, Plzeň                                               |  |
| 15:00 | Michal Ďuriš 22' Lukáš Hejda 30' Michal Ďuriš 34' Patrik Hrošovský 39' Václav Procházka 41' František Rajtoral 55' Jan Baránek 73' Milan Petržela 84' David Limberský 90'+3' | [ 12 ] | 21' David Bičík 34' Matěj Hybš 41' Marek Matějovský 41' Costa 48' Petr Jiráček 70' Tiémoko Konaté 90' Lukáš Juliš 90'+1' Josef Hušbauer | Diváci: 11 710 Rozhodčí: Radek Příhoda AR: Radek Kotík, Jan Paták |  |
| Poznámky: AC Sparta Praha: Bičík – Costa, Brabec (16. Hybš, 79. Juliš), Holek, Mareček – L. Krejčí, Jiráček (60. Hušbauer), Dočkal (C), Matějovský, Konaté – Fatai. Trenér Ščasný FC Viktoria Plzeň: Kozáčik – Limberský, Procházka (C), Hejda, Rajtoral – Kovařík, Hrošovský, Kolář (43. Baránek), Hořava, Kopic (77. Petržela) – Ďuriš (86. Mahmutović). Trenér Krejčí | |        | |                                                                   |  |

| 13 8. listopadu 2015 | AC Sparta Praha | 3 : 1  | FK Teplice                                                                                 | Letná, Praha                                                              |  |
| 19:00 | Kehinde Fatai 13' Ladislav Krejčí 25' Lukáš Mareček 29' Bořek Dočkal 59' Costa 64' Kehinde Fatai 75' Bořek Dočkal 81' | [ 13 ] | 8' Štěpán Vachoušek 19' Jan Krob 55' Radim Breite 80' Patrik Dressler 80' Admir Ljevaković | Diváci: 7 766 Rozhodčí: Miroslav Zelinka AR: Ivo Nádvorník, Pavel Vlasjuk |  |
| Poznámky: AC Sparta Praha: Bičík – Hybš, Costa, Brabec, Steinhöfer (46. Jiráček) – L. Krejčí, Mareček, Dočkal, Hušbauer (63. Matějovský), Fatai – Lafata (C) (89. Juliš). Trenér Ščasný FK Teplice: Slavík – Krob (54. Dressler), D. Jablonský, Lüftner, Hora – Fillo (83. Potočný), Vachoušek (C) (83. Bratanović), Ljevaković, Breite, Vondrášek – Kapolongo. Trenér Vavruška | |        |                                                                                            |                                                                           |  |

| 14 22. listopadu 2015 | FC Slovan Liberec                                                                          | 1 : 0  | AC Sparta Praha                                   | Stadion U Nisy, Liberec                                             |  |
| 15:00 | Marek Bakoš 21' Ondřej Machuča 26' Michael Rabušic 45' Dzon Delarge 65' Lukáš Bartošák 88' | [ 14 ] | 55' Matěj Hybš 65' Bořek Dočkal 66' Martin Frýdek | Diváci: 8 165 Rozhodčí: Michal Paták AR: Jaroslav Kubr, Radek Kotík |  |
| Poznámky: AC Sparta Praha: Bičík – Costa, Brabec, Holek – Hybš (71. Breznaník), Jiráček (75. Matějovský), M. Frýdek, Dočkal, Mareček (84. Juliš) – Lafata (C), Fatai. Trenér Ščasný FC Slovan Liberec: Hladký – Bartošák, Pokorný, Mudra, Coufal – Šural, Machuča, Pavelka (C), Delarge (90. Kerbr) – Bakoš (86. Soungole), Rabušic (90.+2. Luckassen). Trenér Trpišovský |                                                                                            |        |                                                   |                                                                     |  |

| 15 30. listopadu 2015 | AC Sparta Praha                                   | 2 : 1  | FC Zbrojovka Brno                                                | Letná, Praha                                                                |  |
| 19:15 | Lukáš Juliš 68' David Lafata 70' Jakub Brabec 80' | [ 15 ] | 32' Jakub Řezníček 54' Jan Malík 78' ... Buchta 84' Pavel Košťál | Diváci: 5 731 Rozhodčí: Petr Ardeleánu AR: Pavel Vlasjuk, Zdeněk Dobrovolný |  |
| Poznámky: AC Sparta Praha: Bičík – M. Frýdek, Costa, Brabec, Mareček – L. Krejčí, Vácha, Matějovský (90. Hušbauer), Jiráček (60. Juliš), Fatai (64. Konaté) – Lafata (C). Trenér Ščasný FC Zbrojovka Brno: Melichárek – Keresteš, Košťál, P. Buchta, Malík – Mich. Škoda, Lacko (81. Brigant), Zavadil (C), Weber (73. Vávra), Chrien (58. R. Buchta) – Řezníček. Trenér Kotal |                                                   |        |                                                                  |                                                                             |  |

| 16 6. prosince 2015 | FC Baník Ostrava                 | 0 : 1  | AC Sparta Praha                   | Městský stadion, Ostrava                                         |  |
| 15:00 | Luka Lučić 67' Václav Ježdík 77' | [ 16 ] | 28' David Lafata 90' Bořek Dočkal | Diváci: 3 280 Rozhodčí: Pavel Orel AR: Marek Pilný, Pavel Peřina |  |
| Poznámky: AC Sparta Praha: Bičík – M. Frýdek, Costa, Holek, Mareček – Jiráček (90.+1. Breznaník), Matějovský (59. Hybš), Dočkal, Vácha, Fatai (82. Juliš) – Lafata. Trenér Ščasný FC Baník Ostrava: Pavlenka (C) – Lučić, Honiš, Kaša, Dostál – Holzer, Ježdík, Ožvolda (78. J. Šašinka), Mišák (82. Szotkowski), Mondek – Mičola. Trenér Korytář |                                  |        |                                   |                                                                  |  |

| 17 13. února 2016 | FC Fastav Zlín                                        | 1 : 2  | AC Sparta Praha                                                                                                 | Letná, Zlín                                                             |  |
| 14:00 | Tomáš Hájek 25' Tomáš Hájek 45' Robert Bartolomeu 87' | [ 17 ] | 37' Costa 48' Mario Holek 58' Jakub Brabec 60' Josef Šural 64' Jakub Brabec 74' Martin Frýdek 76' Lukáš Mareček | Diváci: 5 646 Rozhodčí: Pavel Královec AR: Roman Slyško, Martin Wilczek |  |
| Poznámky: AC Sparta Praha: Bičík – Costa, Holek, Brabec, Zahustel – Šural, Mareček, M. Frýdek, Matějovský (90.+2. Vácha), Dočkal (83. Juliš) – Lafata (C) (46. L. Krejčí). Trenér Ščasný FC Fastav Zlín: Dostál – Matejov, Hájek, Jugas, Pazdera – Koreš (82. Bartolomeu), Živulić, Janíček (23. Holík), V. Vukadinović – Poznar (C), Diop (61. Fantiš). Trenér Páník |                                                       |        | |                                                                         |  |

| 18 21. února 2016 | AC Sparta Praha                    | 2 : 0  | FK Mladá Boleslav                                                                 | Letná, Praha                                                    |  |
| 15:00 | Josef Šural 9' Costa 22' Costa 79' | [ 18 ] | 40' Milan Baroš 47' Adam Jánoš 59' Lukáš Magera 71' Ondřej Kúdela 81' Milan Baroš | Diváci: 10 120 Rozhodčí: Jan Jílek AR: Ivo Nádvorník, Jan Paták |  |
| Poznámky: AC Sparta Praha: Bičík – M. Frýdek, Costa, Brabec, Zahustel – L. Krejčí (90. Fatai), Matějovský, Vácha, Dočkal (C) (80. Konaté) – Juliš (68. Mareček), Šural. Trenér Ščasný FK Mladá Boleslav: Šeda – Fleišman, Polom (46. Čmovš), Kúdela, Pauschek (53. Kalabiška) – Přikryl, Jánoš, Magera (C) (71. Chramosta), Šćuk, Kysela – Baroš. Trenér Jarolím |                                    |        |                                                                                   |                                                                 |  |

| 19 27./28. února 2016 | FK Dukla Praha | odloženo | AC Sparta Praha | Stadion Juliska, Praha |  |  |
|                       |                |          |                 |                        |  |  |
|                       |                |          |                 |                        |  |  |

| 20 6. března 2016 | AC Sparta Praha                                                      | 2 : 1  | FK Jablonec                                                                                             | Letná, Praha                                                              |  |
| 15:00 | Lukáš Vácha 22' David Lafata 40' Ondřej Zahustel 83' Lukáš Vácha 89' | [ 19 ] | 10' Ján Greguš 29' Luděk Pernica 35' Daniel Rossi 64' Lukáš Masopust 82' Ján Greguš 90'+1' Tomáš Wágner | Diváci: 8 935 Rozhodčí: Miroslav Zelinka AR: Ondřej Pelikán, Petr Caletka |  |
| Poznámky: AC Sparta Praha: Bičík – M. Frýdek, Holek, Brabec, Zahustel – L. Krejčí (90.+2. Mazuch), Vácha, Šural, Mareček, Dočkal (86. Konaté) – Lafata (C) (70. Juliš). Trenér Ščasný FK Jablonec: Bárta – Karavajev, Beneš (C), Pernica, Kysela – Trávník (79. Breda), Greguš, Pospíšil (62. Doležal), Rossi, Masopust – Tecl (89. Wágner). Trenér Frťala |                                                                      |        | |                                                                           |  |

| 21 13. března 2016 | SK Sigma Olomouc | 0 : 2  | AC Sparta Praha                                     | Andrův stadion, Olomouc                                                 |  |
| 15:00 | Michal Ordoš 75' | [ 20 ] | 16' Martin Frýdek 57' Lukáš Mareček 90' Lukáš Juliš | Diváci: 8 019 Rozhodčí: Marek Paták AR: Jakub Hrabovský, Lucie Ratajová |  |
| Poznámky: AC Sparta Praha: Bičík – M. Frýdek, Holek, Brabec, Zahustel – L. Krejčí (90.+1. Konaté), Vácha, Dočkal (89. Mazuch), Mareček, Šural – Lafata (C) (71. Juliš). Trenér Ščasný SK Sigma Olomouc: Buchta (C) – Vepřek, Radaković, Šindelář, Zahradníček – Falta, Plšek, Ordoš, Ševčík (88. Chorý), Navrátil (80. Malec) – Mahmutović (58. Petr). Trenér Jílek |                  |        |                                                     |                                                                         |  |

| 22 20. března 2016 | AC Sparta Praha                                                  | 3 : 1  | SK Slavia Praha | Letná, Praha                                                         |  |
| 19:30 | David Lafata 56' Costa 75' Martin Frýdek 75' Ondřej Zahustel 78' | [ 21 ] | 6' Milan Škoda 13' Josef Hušbauer 34' Simon Deli 40' Jan Štohanzl 58' Martin Latka 63' Tomáš Jablonský 75' Levan Kenija 87' Jan Bořil | Diváci: 18 684 Rozhodčí: Tomáš Kocourek AR: Ivo Nádvorník, Jan Paták |  |
| Poznámky: AC Sparta Praha: Bičík – Costa, Holek (20. Mazuch), Brabec, Zahustel – L. Krejčí, M. Frýdek (84. Matějovský), Mareček, Dočkal, Šural – Lafata (C) (79. Juliš). Trenér Ščasný SK Slavia Praha: Berkovec – Jablonský, Deli, Latka (C), Bořil – Štohanzl (65. Kenija), Souček, Hušbauer, M. Vukadinović, Železník (76. Mešanović) – Mil. Škoda. Trenér Uhrin ml. |                                                                  |        | |                                                                      |  |

| 23 2. dubna 2016 | 1. FC Slovácko                                                                                             | 2 : 0  | AC Sparta Praha                     | MFS Miroslava Valenty, Uherské Hradiště                                   |  |
| 17:00 | Francis Koné 15' Patrik Šimko 40' Eldar Ćivić 58' Vlastimil Daníček 63' Milan Kerbr 87' Libor Došek 90'+1' | [ 22 ] | 40' Tiémoko Konaté 89' Jakub Brabec | Diváci: 7 765 Rozhodčí: Martin Nenadál AR: Martin Wilczek, Ondřej Pelikán |  |
| Poznámky: AC Sparta Praha: Miller – Costa, Mazuch (77. Jiráček), Brabec, Mareček – L. Krejčí, Šural, Matějovský (46. Juliš), Dočkal, Konaté – Lafata. Trenér Ščasný 1. FC Slovácko: Heča – Ćivić, Šimko (77. Kerbr), Rada, Reinberk – Daníček, Hofmann, Havlík, Šumulikoski (C), Biolek (73. Diviš) – Koné (83. Došek). Trenér Habanec | |        |                                     |                                                                           |  |

| 24 10. dubna 2016 | AC Sparta Praha                             | 2 : 1  | 1. FK Příbram                                                               | Letná, Praha                                                      |  |
| 19:30 | Costa 47' Bořek Dočkal 66' David Lafata 86' | [ 23 ] | 3' Valērijs Šabala 34' David Štípek 71' Valērijs Šabala 71' Tomáš Zápotočný | Diváci: 7 204 Rozhodčí: Zbyněk Proske AR: Robert Hájek, Jiří Kříž |  |
| Poznámky: AC Sparta Praha: Bičík – Costa, Kováč, Brabec (57. Juliš) – L. Krejčí, Mareček, Dočkal, Matějovský, Konaté – Šural (82. Fatai), Lafata (C) (90.+2. Čapek). Trenér Ščasný 1. FK Příbram: Hruška – Divíšek, Hnaníček, Zápotočný (C), Mudra – Štípek (80. Laňka), Rezek, Tregler, Pilík – Šabala (90.+1. Brandner), Bednář. Trenér Tobiáš |                                             |        |                                                                             |                                                                   |  |

| 25 17. dubna 2016 | Bohemians Praha 1905                                | 2 : 2  | AC Sparta Praha                                                                         | Ďolíček, Praha                                                      |  |
| 18:45 | Rafael Acosta 10' Milan Jirásek 45' Michal Šmíd 50' | [ 24 ] | 36' David Lafata 61' Tiémoko Konaté 63' Bořek Dočkal 76' Jakub Brabec 85' Martin Frýdek | Diváci: 5 000 Rozhodčí: Radek Příhoda AR: Petr Blažej, Michal Urban |  |
| Poznámky: AC Sparta Praha: Bičík – M. Frýdek, Costa, Kováč (62. Juliš), Konaté – L. Krejčí, Mareček, Dočkal, Matějovský (57. Brabec), Šural (74. Fatai) – Lafata (C). Trenér Ščasný Bohemians Praha 1905: Zlámal – Havel, Krch (C), Šmíd, Čögley – Mosquera, Jirásek, Lulić (65. Gajić), Švec, Acosta – Čížek (86. Prošek). Trenér Pivarník |                                                     |        |                                                                                         |                                                                     |  |

| 19 20. dubna 2016 | FK Dukla Praha                                                                            | 1 : 2  | AC Sparta Praha                                                                 | Stadion Juliska, Praha                                                     |  |
| 19:30 | Daniel Tetour 34' Ondřej Vrzal 73' Filip Rada 90'+3' (mimo hřiště) Jakub Považanec 90'+6' | [ 25 ] | 88' Lukáš Juliš 89' David Lafata 90'+1' Bořek Dočkal 90'+5' (pen.) Bořek Dočkal | Diváci: 5 762 Rozhodčí: Tomáš Kocourek AR: Pavel Peřina, Stanislav Pochylý |  |
| Poznámky: AC Sparta Praha: Bičík – Costa, Kováč (70. Jiráček), Brabec – L. Krejčí, Mareček, M. Frýdek, Vácha (63. Fatai), Dočkal – Lafata (C), Juliš. Trenér Ščasný FK Dukla Praha: Rada – Vrzal, Gorkšs, Štetina, Jurendić – Tetour (86. Smejkal), Hanousek (C), Považanec – Albiach, Mareš (80. Beauguel), Manzia (69. Čajić). Trenér Kozel |                                                                                           |        |                                                                                 |                                                                            |  |

| 26 24. dubna 2016 | AC Sparta Praha                                        | 0 : 3  | FC Viktoria Plzeň                                                                                        | Letná, Praha                                                          |  |
| 20:00 | Bořek Dočkal 27' Martin Frýdek 53' David Lafata 90'+3' | [ 26 ] | 11' (pen.) Ondřej Vaněk 52' Daniel Kolář 68' Milan Petržela 84' Michael Krmenčík 90'+2' Michael Krmenčík | Diváci: 18 371 Rozhodčí: Miroslav Zelinka AR: Jan Paták, Petr Caletka |  |
| Poznámky: AC Sparta Praha: Bičík – Jiráček (61. Matějovský), Costa, Brabec, Konaté – L. Krejčí, M. Frýdek, Vácha (46. Mareček), Dočkal – Juliš, Lafata (C). Trenér Ščasný FC Viktoria Plzeň: Kozáčik – Limberský, Baránek, Hejda, Hubník (C) – Kovařík, Hrošovský, Kolář (89. Rajtoral), Vaněk, Petržela (68. Kopic) – Ďuriš (72. Krmenčík). Trenér Krejčí |                                                        |        | |                                                                       |  |

| 27 1. května 2016 | FK Teplice                                              | 1 : 1  | AC Sparta Praha                          | Stadion Na Stínadlech, Teplice                                  |  |
| 17:00 | Martin Fillo 43' Admir Ljevaković 69' Roman Potočný 86' | [ 27 ] | 45'+1' Tiémoko Konaté 72' Tiémoko Konaté | Diváci: 10 732 Rozhodčí: Jan Jílek AR: Ivo Nádvorník, Jiří Kříž |  |
| Poznámky: AC Sparta Praha: Bičík – M. Frýdek (66. Fatai), Costa, Brabec, Zahustel – L. Krejčí, Mareček, Dočkal (C), Matějovský (88. Vácha), Konaté (73. Jiráček) – Juliš. Trenér Ščasný FK Teplice: Grigar – Krob, Jeřábek, Lüftner, Hora – Kukec (70. Nivaldo), Kodeš (74. Táborský), Vachoušek (C), Ljevaković, Fillo – Potočný. Trenér Vavruška |                                                         |        |                                          |                                                                 |  |

| 28 7. května 2016 | AC Sparta Praha                                                                         | 3 : 0  | FC Slovan Liberec                   | Letná, Praha                                                       |  |
| 15:45 | Ladislav Krejčí 32' Lukáš Juliš 39' Tiémoko Konaté 51' Jakub Brabec 77' Lukáš Vácha 87' | [ 28 ] | 62' Daniel Bartl 83' Ondřej Machuča | Diváci: 8 817 Rozhodčí: Karel Hrubeš AR: Pavel Vlasjuk, David Hock |  |
| Poznámky: AC Sparta Praha: Bičík – L. Krejčí, Costa, Brabec, Zahustel (80. Vácha) – Jiráček, Matějovský, Dočkal (C), Mareček, Konaté (74. Lafata) – Juliš (66. Fatai). Trenér Ščasný FC Slovan Liberec: Hladký – Sýkora (73. Bartošák), Pokorný (C), Hovorka, Coufal – Vůch, Breite, Folprecht, Sackey (41. Machuča), Bartl – Luckassen (64. Rabušic). Trenér Trpišovský |                                                                                         |        |                                     |                                                                    |  |

| 29 11. května 2016 | FC Zbrojovka Brno                                 | 1 : 0  | AC Sparta Praha                                         | MFS Srbská, Brno                                                        |  |
| 18:15 | Matúš Lacko 65' Alois Hyčka 88' Tomáš Brigant 90' | [ 29 ] | 36' Lukáš Mareček 77' Kehinde Fatai 84' Ladislav Krejčí | Diváci: 10 732 Rozhodčí: Michal Paták AR: Jiří Moláček, Jakub Hrabovský |  |
| Poznámky: AC Sparta Praha: Bičík – L. Krejčí, Costa, Piško, Zahustel – Jiráček, Mareček, Dočkal (C), Matějovský, Konaté (66. Fatai) – Juliš (78. Lafata). Trenér Ščasný FC Zbrojovka Brno: Melichárek – Keresteš, Košťál (C), P. Buchta, Hyčka – Lutonský (63. Chrien), Lacko, Zoubele (85. Brigant), Malík (73. R. Buchta), Pašek – Řezníček. Trenér Kotal |                                                   |        |                                                         |                                                                         |  |

| 30 14. května 2016 | AC Sparta Praha | 5 : 0  | FC Vysočina Jihlava | Letná, Praha                                                          |  |
| 15:30 | David Lafata 12' David Lafata 19' David Lafata 56' David Lafata 65' Lukáš Mareček 73' David Lafata 77' Michal Sáček 84' | [ 30 ] | 83' Tomáš Marek     | Diváci: 7 111 Rozhodčí: Ondřej Berka AR: Dušan Pospíšil, Robert Hájek |  |
| Poznámky: AC Sparta Praha: Bičík – L. Krejčí, Costa, Kováč (C), Zahustel – Jiráček (46. Fatai), Mareček, Dočkal (58. Juliš), Matějovský (46. Sáček), Konaté – Lafata. Trenér Ščasný FC Vysočina Jihlava: Rakovan – Marek, Šourek (C), J. Krejčí, Kukoľ (66. Voltr) – Demeter, Nerad (63. Batioja), Hronek, Fulnek, Bazal – Dvořák (82. Klíma). Trenér Hipp | |        |                     |                                                                       |  |

### Tabulka
| Poř. | Tým               | Z  | V  | R  | P | VG | OG | B  |
| ---- | ----------------- | -- | -- | -- | - | -- | -- | -- |
| 1.   | FC Viktoria Plzeň | 30 | 23 | 2  | 5 | 57 | 25 | 71 |
| 2.   | AC Sparta Praha   | 30 | 20 | 4  | 6 | 61 | 24 | 64 |
| 3.   | FC Slovan Liberec | 30 | 17 | 7  | 6 | 51 | 35 | 58 |
| 4.   | FK Mladá Boleslav | 30 | 16 | 9  | 5 | 63 | 37 | 57 |
| 5.   | SK Slavia Praha   | 30 | 14 | 10 | 6 | 48 | 26 | 52 |

|  | Postup do 3. předkola (mistrovská kvalifikace) Ligy mistrů 2016/17   |
|  | Postup do 3. předkola (nemistrovská kvalifikace) Ligy mistrů 2016/17 |
|  | Postup do 3. předkola Evropské ligy 2016/17                          |
|  | Postup do 2. předkola Evropské ligy 2016/17                          |

## Pohár
1/16-finále
| 23. září 2015 | FK Králův Dvůr | 1 : 1 (4 : 5 pen) | AC Sparta Praha                                                                                   | Králův Dvůr                          |  |
| 16:30 | Ladislav Volešák 45' Jiří Sabou 72' Jiří Krček 89' Jakub Šindelář 89' Pavel Pilík Milan Petr Tomáš Šilhavý Martin Kraus Štěpán Hlinka |                   | 72' Martin Frýdek 90'+1' Petr Jiráček Josef Hušbauer Ladislav Krejčí Radoslav Kováč Kehinde Fatai | Diváci: 3 080 Rozhodčí: Ondřej Berka |  |
| Poznámky: AC Sparta Praha: Miller – Hybš, Kováč (C), Brabec, Steinhöfer (46. L. Krejčí) – Litsingi (69. Jiráček), Hušbauer, Mareček – Fatai, Konaté – Paixão (46. M. Frýdek). Trenér Ščasný FK Králův Dvůr: Krček – Tregler, Sabou, Šilhavý, Petr (C) – Pilík, Balšánek (46. Kraus), Soldát, Procházka – Volešák (89. Šindelář), Brandner (80. Hlinka). Trenér … | |                   |                                                                                                   |                                      |  |

Osmifinále
| 1. zápas 17. listopadu 2015 | FK Pardubice                                                                          | 1 : 0 | AC Sparta Praha      | Stadion Pod Vinicí, Pardubice         |  |
| 13:00 | Daewon Kim 32' Vojtěch Kakrda 60' Filip Kopřiva 64' Daewon Kim 82' Milan Knobloch 88' |       | 81' Marek Matějovský | Diváci: 2 755 Rozhodčí: Pavel Julínek |  |
| Poznámky: AC Sparta Praha: Štěch – Hybš (78. Juliš), Brabec, Holek (C), Mareček – Jiráček (46. Costa) – Konaté, Matějovský, Hušbauer, Steinhöfer (46. Lafata) – Fatai. Trenér Ščasný FK Pardubice: Knobloch – Kakrda, Kopřiva, Vencl, Šejvl – Petráň (60. Fusek), Fousek (78. Pospíšil), Řezníček (84. Kayamba), Kudrna, Kim – Jeřábek (C). Trenér Krejčí |                                                                                       |       |                      |                                       |  |

| Odveta 3. prosince 2015 | AC Sparta Praha                                                  | 3 : 1 | FK Pardubice                                                  | Letná, Praha                         |  |
| 17:30 | Costa 11' David Lafata 24' David Lafata 44' Marek Matějovský 89' |       | 76' Daewon Kim 77' Jan Jeřábek 88' Ondřej Vencl (mimo hřiště) | Diváci: 2 528 Rozhodčí: Ondřej Lerch |  |
| Poznámky: AC Sparta Praha: Miller – Hybš, Costa, Brabec (60. Holek), Mareček – Breznaník (66. Steinhöfer), Matějovský, Jiráček, Dočkal – Lafata (C) (58. Fatai) – Juliš. Trenér Ščasný FK Pardubice: Knobloch – Kakrda, Kopřiva, Pospíšil, Šejvl – Fousek (74. Valenta), Jeřábek (C), Řezníček, Kudrna, Kim – Kayamba (46. Fusek). Trenér Krejčí |                                                                  |       |                                                               |                                      |  |

- Celkem 3:2, postupuje AC Sparta Praha

Čtvrtfinále
| 1. zápas 3. března 2016 | FC Slovan Liberec                                                            | 2 : 1 | AC Sparta Praha                                                                     | Stadion U Nisy, Liberec              |  |
| 18:00 | Vladimír Coufal 18' Michael Rabušic 45'+1' David Hovorka 69' Marek Bakoš 79' |       | 42' Tiémoko Konaté 75' Martin Frýdek 83' Lukáš Mareček 84' Costa 90' Radoslav Kováč | Diváci: 3 490 Rozhodčí: Pavel Franěk |  |
| Poznámky: AC Sparta Praha: Miller – Costa, Kováč (C), Mazuch – L. Krejčí (64. Šural), Jiráček, Vácha (46. Mareček), Kadlec – Fatai (46. M. Frýdek), Juliš, Konaté. Trenér Ščasný FC Slovan Liberec: Hladký – Bartošák, Pokorný (C), Hovorka, Coufal – Vůch (70. Sýkora), Bartl, Breite, Machuča – Rabušic (77. Jefremov), Luckassen (70. Bakoš). Trenér Trpišovský |                                                                              |       |                                                                                     |                                      |  |

| Odveta 30. března 2016 | AC Sparta Praha                                                                                               | 2 : 0 | FC Slovan Liberec                                                   | Letná, Praha                      |  |
| 18:00 | Petr Jiráček 27' Martin Frýdek 45'+1' Radoslav Kováč 76' David Lafata 79' Kehinde Fatai 80' Ondřej Mazuch 89' |       | 24' Isaac Sackey 30' David Hovorka 36' Radim Breite 76' Marek Bakoš | Diváci: 2 907 Rozhodčí: Jiří Jech |  |
| Poznámky: AC Sparta Praha: Miller – Mazuch, Kováč (C), Brabec – M. Frýdek, Matějovský (82. Sáček), Jiráček, Šural (56. Lafata), Zahustel (28. Dočkal) – Fatai, Konaté. Trenér Ščasný FC Slovan Liberec: Hladký – Sýkora, Pokorný (C), Hovorka, Coufal (81. Bartošák) – Sackey (72. Bakoš), Breite – Vůch, Folprecht, Bartl – Rabušic (81. Luckassen). Trenér Trpišovský | |       |                                                                     |                                   |  |

- Celkem 3:2, postupuje AC Sparta Praha

Semifinále
| 1. zápas 27. dubna 2016 | FK Jablonec                                                                  | 2 : 0  | AC Sparta Praha            | Stadion Střelnice, Jablonec nad Nisou  |  |
| 17:00 | Ján Greguš 8' Vjačeslav Karavajev 27' Michal Trávník 50' Tomáš Hübschman 54' | [ 31 ] | 7' Radoslav Kováč 9' Costa | Diváci: 1 986 Rozhodčí: Petr Ardeleánu |  |
| Poznámky: AC Sparta Praha: Štěch – Costa, Kováč (C) (46. L. Krejčí), Brabec – Jiráček (46. Juliš), Matějovský, Vácha, M. Frýdek, Mareček – Konaté, Fatai (69. Sáček). Trenér Ščasný FK Jablonec: Hrubý – Karavajev, Pernica, Rossi, Kysela (34. Beneš) – Hübschman (C) – Trávník (82. Mihálik), Greguš, Masopust – Tecl, Doležal (65. Pospíšil). Trenér Frťala |                                                                              |        |                            |                                        |  |

| Odveta 4. května 2016 | AC Sparta Praha   | 1 : 2  | FK Jablonec                         | Letná, Praha                           |  |
| 17:30 | Daniel Turyna 54' | [ 32 ] | 22' Tomáš Wágner 39' Martin Doležal | Diváci: 2 538 Rozhodčí: Pavel Královec |  |
| Poznámky: AC Sparta Praha: Štěch (C) – Kadlec, Březina, Piško, Mareček (46. Hašek) – Wiesner, Sáček – Čmelík, Matoušek (46. Čapek), Záviška – Turyna (73. Ch. Frýdek). Trenér Ščasný FK Jablonec: Hrubý – Karavajev, Beneš (46. Mihálik), Pernica, Rossi – Trávník, Greguš, Hübschman (C), Masopust – Tecl (16. Wágner), Doležal (56. Rys). Trenér Frťala |                   |        |                                     |                                        |  |

- Celkem 1:4, postupuje FK Jablonec → AC Sparta Praha končí

## Evropské poháry

### 3. předkolo Ligy mistrů
| 1. zápas 28. července 2015 | PFK CSKA Moskva                                                                                                | 2 : 2  | AC Sparta Praha | Arena Khimki, Moskva                                                                    |  |
| 18:15 | Alan Dzagojev 14' Bibras Natkho 29' Zoran Tošić 52' Zoran Tošić 53' Pontus Wernbloom 86' Carlos Strandberg 89' | [ 33 ] | 15' Kehinde Fatai 29' Mario Holek 44' Ladislav Krejčí 45'+1' Kehinde Fatai 57' Ladislav Krejčí 67' Marek Matějovský | Diváci: 10 500 Rozhodčí: Javier Estrada Fernandez AR: Miguel Martínez, Francisco Martín |  |
| Poznámky: AC Sparta Praha: Bičík – Hybš, Holek, Mareček – Costa, Matějovský, Vácha, Dočkal (C) (90.+2. Brabec), M. Frýdek – L. Krejčí (84. Paixão), Fatai (57. Konaté). Trenér Ščasný PFK CSKA Moskva: Akinfejev (C) – Nababkin (46. Ščennikov), Ignaševič, A. Berezuckij, Fernandes – Natkho, Wernbloom – Dzagojev (72. Milanov), Eremenko, Tošić (89. Strandberg) – Musa. Trenér Sluckij | |        | |                                                                                         |  |

| Odveta 5. srpna 2015 | AC Sparta Praha                                                                                | 2 : 3  | PFK CSKA Moskva                                                       | Letná, Praha                                                                   |  |
| 18:45 | Ladislav Krejčí 6' Kehinde Fatai 16' Martin Frýdek 28' Marek Matějovský 64' Josef Hušbauer 89' | [ 34 ] | 34' Ahmed Musa 51' Ahmed Musa 73' Alexej Berezuckij 76' Alan Dzagojev | Diváci: 16 580 Rozhodčí: Paolo Mazzoleni AR: Lorenzo Manganelli, Fabio Galloni |  |
| Poznámky: AC Sparta Praha: Bičík – Hybš, Holek (64. Konaté), Mareček – Costa, Dočkal (C), Vácha, Matějovský, M. Frýdek – Fatai (54. Lafata), L. Krejčí (87. Hušbauer). Trenér Ščasný PFK CSKA Moskva: Akinfejev (C) – Nababkin, A. Berezuckij, V. Berezuckij, Fernandes – Natkho (80. Ignaševič), Wernbloom – Dzagojev (90.+4. Golovin), Eremenko, Tošić (83. Milanov) – Musa. Trenér Sluckij |                                                                                                |        |                                                                       |                                                                                |  |

- Celkem 4:5, postupuje  PFK CSKA Moskva →  AC Sparta Praha padá do 4. předkola Evropské ligy

### 4. předkolo Evropské ligy
| 1. zápas 20. srpna 2015 | AC Sparta Praha                                   | 3 : 1  | FC Thun                                | Letná, Praha                                                             |  |
| 19:00 | Costa 43' Bořek Dočkal 45'+1' Bořek Dočkal 90'+4' | [ 35 ] | 5' Nicola Sutter 90'+3' Fulvio Sulmoni | Diváci: 12 448 Rozhodčí: Danny Makkelie AR: Mario Diks, Hessel Steegstra |  |
| Poznámky: AC Sparta Praha: Bičík – Hybš, Costa, Holek, Mareček – L. Krejčí, Hušbauer (55. Konaté), Vácha (29. M. Frýdek), Dočkal – Lafata (C), Fatai (72. Paixão). Trenér Ščasný FC Thun: Faivre – Wittwer, Sulmoni, Reinmann, Bigler – Sutter – Ferreira (72. Rojas), Hediger (C), Frontino, Rapp (82. Munsy) – Buess (56. Zarate). Trenér Sforza |                                                   |        |                                        |                                                                          |  |

| Odveta 27. srpna 2015 | FC Thun | 3 : 3  | AC Sparta Praha | Stockhorn Arena, Thun                                                     |  |
| 19:30 | Nelson Ferreira 33' Ridge Munsy 50' Lotem Zino 52' Ridge Munsy 62' Kevin Bigler 71' Nicolas Schindelholz 74' Nelson Ferreira 81' | [ 36 ] | 10' Bořek Dočkal 21' Josef Hušbauer 30' Martin Frýdek 60' Costa 71' Costa 85' Michal Breznaník 90'+1' Bořek Dočkal | Diváci: 6 024 Rozhodčí: Ruddy Buquet AR: Guillaume Debart, Cyril Gringore |  |
| Poznámky: AC Sparta Praha: Bičík – Hybš (68. Breznaník), Costa, Holek, Steinhöfer – Mareček, M. Frýdek – L. Krejčí, Hušbauer (27. Litsingi), Dočkal – Lafata (C) (82. Fatai). Trenér Ščasný FC Thun: Faivre – Wittwer, Schindelholz, Sulmoni, Bigler – Zino (55. Zarate) – Rojas (46. Schirinzi), Frontino (46. Munsy), Hediger (C), Rapp – Ferreira. Trenér Sforza | |        | |                                                                           |  |

- Celkem 6:4, postupuje  AC Sparta Praha

### Základní skupina Evropské ligy
Skupina K
| 1 17. září 2015 | Asteras Tripolis FC                                                    | 1 : 1  | AC Sparta Praha | Asteras Tripolis Stadium, Tripolis                                      |  |
| 21:05 | Pablo Mazza 2' Ederson Tormena 49' Pablo Mazza 56' Walter Iglesias 88' | [ 37 ] | 40' Petr Jiráček 56' David Lafata 57' Matěj Hybš 59' Costa 73' Mario Holek 90'+2' Martin Frýdek 90'+3' Marek Matějovský 90'+4' Bořek Dočkal | Diváci: 2 984 Rozhodčí: Marijo Strahonja AR: Ivica Modrić, Hrvoje Radić |  |
| Poznámky: AC Sparta Praha: Bičík – Hybš, Costa, Holek, M. Frýdek – Jiráček (83. Mareček) – L. Krejčí, Hušbauer (66. Fatai), Matějovský, Dočkal – Lafata (C). Trenér Ščasný Asteras Tripolis FC: Košický – Giannoulis, Alloco, Goian (C), Lluy – Iglesias, Tormena (77. Hamdani) – Mazza, Bertoglio (71. Fernández), Fountas (66. Dimoutsos) – Giannou. Trenér Vergetis |                                                                        |        | |                                                                         |  |

| 2 1. října 2015 | AC Sparta Praha                                                          | 2 : 0  | APOEL FC                                                                 | Letná, Praha                                                          |  |
| 19:00 | Petr Jiráček 22' Kehinde Fatai 24' Marek Matějovský 47' Jakub Brabec 60' | [ 38 ] | 19' Vander 27' Marios Antoniadis 29' Mario Sergio 40' Kostakis Artymatas | Diváci: 9 130 Rozhodčí: Paweł Gil AR: Piotr Sadczuk, Marcin Borkowski |  |
| Poznámky: AC Sparta Praha: Bičík – M. Frýdek, Costa, Brabec, Mareček – Jiráček – Matějovský, Dočkal – L. Krejčí (90.+1. Steinhöfer), Lafata (C), Fatai (86. Konaté). Trenér Ščasný APOEL FC: Waterman – Antoniadis, Carlao, Anastasiou, Sergio – Makrides (80. Charalambidis), Morais (C) – Artymatas – Vander (53. Štilić), Piatkowski (67. Cavenaghi), Efrem. Trenér Ketsbaia |                                                                          |        |                                                                          |                                                                       |  |

| 3 22. října 2015 | FC Schalke 04                                               | 2 : 2  | AC Sparta Praha                                             | Veltins-Arena, Gelsenkirchen                                             |  |
| 19:00 | Franco Di Santo 6' Pierre-Emile Højbjerg 35' Leroy Sané 73' | [ 39 ] | 50' Kehinde Fatai 63' David Lafata 68' Costa 87' Matěj Hybš | Diváci: 51 244 Rozhodčí: Artur Soares Dias AR: Rui Tavares, Paulo Soares |  |
| Poznámky: AC Sparta Praha: Bičík – Hybš, Costa, Brabec, Mareček – Jiráček – L. Krejčí, Matějovský (90.+2. Hušbauer), Dočkal (C), Konaté (62. Lafata) – Fatai (88. Holek). Trenér Svoboda FC Schalke 04: Fährmann – Kolašinac (83. Aogo), Neustädter, Höwedes (C), Caicara – Choupo-Moting, Ayhan (61. Geis), Højbjerg (61. Sané), Goretzka – Meyer, Di Santo. Trenér Breitenreiter |                                                             |        |                                                             |                                                                          |  |

| 4 5. listopadu 2015 | AC Sparta Praha                                                                         | 1 : 1  | FC Schalke 04                                                        | Letná, Praha                                                                        |  |
| 21:05 | David Lafata 6' Petr Jiráček 53' Marek Matějovský 66' Bořek Dočkal 71' David Lafata 82' | [ 41 ] | 20' (pen.) Johannes Geis 66' Pierre-Emile Højbjerg 78' Johannes Geis | Diváci: 17 352 Rozhodčí: Carlos Gómez AR: Javier Aguilar Rodriguez, Teodoro Sobrino |  |
| Poznámky: AC Sparta Praha: Bičík – Hybš, Costa, Brabec, Mareček – Jiráček – L. Krejčí, Matějovský, Dočkal, Fatai (88. Konaté) – Lafata (C) (90. Juliš). Trenér Hejkal FC Schalke 04: Fährmann – Aogo, Neustädter, Ayhan, Caicara – Choupo-Moting, Geis, Højbjerg, Sané (82. Meyer) – Huntelaar (C) (77. Di Santo), Goretzka (87. Kolašinac). Trenér Breitenreiter |                                                                                         |        |                                                                      |                                                                                     |  |

| 5 26. listopadu 2015 | AC Sparta Praha                                                            | 1 : 0  | Asteras Tripolis FC                     | Letná, Praha                                                          |  |
| 19:00 | Jakub Brabec 33' Martin Frýdek 56' Ladislav Krejčí 76' Ladislav Krejčí 82' | [ 42 ] | 55' Walter Iglesias 86' Elini Dimoutsos | Diváci: 10 140 Rozhodčí: Michael Oliver AR: Stuart Burt, Gary Beswick |  |
| Poznámky: AC Sparta Praha: Bičík – Hybš, Costa, Brabec, Mareček – Vácha – L. Krejčí, M. Frýdek (90.+2. Juliš), Dočkal (86. Holek), Fatai (80. Konaté) – Lafata (C). Trenér Ščasný Asteras Tripolis FC: Theodoropoulos – Giannoulis, Zisopoulos, Sankare (C), Lluy – Kourbelis (66. Dimoutsos), Iglesias (81. Panteliadis) – Mazza, Fernández, Fountas (78. Lanzarote) – Giannou. Trenér Vergetis |                                                                            |        |                                         |                                                                       |  |

| 6 10. prosince 2015 | APOEL FC                                            | 1 : 3  | AC Sparta Praha                                                                                      | GSP Stadium, Nikósie                                                  |  |
| 21:05 | Fernando Cavenaghi 6' Vander 33' Georgios Efrem 65' | [ 43 ] | 33' Lukáš Vácha 52' Jakub Brabec 63' Lukáš Juliš 72' Martin Frýdek 77' David Lafata 87' David Lafata | Diváci: 5 940 Rozhodčí: István Vad AR: Istvan Albert, Peter Berettyán |  |
| Poznámky: AC Sparta Praha: Štěch – Holek, Costa, Brabec – M. Frýdek, Mareček, Vácha (74. Lafata), Konaté – Dočkal (C) – Juliš (85. Litsingi), Fatai (46. Matějovský). Trenér Ščasný APOEL FC: Waterman – Alexandrou (C), Carlao (35. Vinicius), Guilherme, Sergio – Morais, Artymatas – Štilić – Vander (60. Efrem), Cavenaghi (80. Piatkowski), De Vincenti. Trenér Ketsbaia |                                                     |        | |                                                                       |  |

| Poř. | Tým                 | Z | V | R | P | VG | OG | B  |
| ---- | ------------------- | - | - | - | - | -- | -- | -- |
| 1.   | FC Schalke 04       | 6 | 4 | 2 | 0 | 15 | 3  | 14 |
| 2.   | AC Sparta Praha     | 6 | 3 | 3 | 0 | 10 | 5  | 12 |
| 3.   | Asteras Tripolis FC | 6 | 1 | 1 | 4 | 4  | 12 | 4  |
| 4.   | APOEL FC            | 6 | 1 | 0 | 5 | 3  | 12 | 3  |

### Šestnáctifinále Evropské ligy
| 1. zápas 18. února 2016 | AC Sparta Praha                     | 1 : 0  | FK Krasnodar                          | Letná, Praha                                                        |  |
| 21:05 | Lukáš Juliš 64' Jakub Brabec 90'+4' | [ 44 ] | 30' Vitalij Kalešin 67' Pavel Mamajev | Diváci: 14 120 Rozhodčí: Slavko Vinčić AR: Bojan Ul, Tomaž Klančnik |  |
| Poznámky: AC Sparta Praha: Bičík – Costa, Holek, Brabec, Zahustel – Vácha, Mareček – L. Krejčí, Dočkal (C) (80. Matějovský), Fatai (89. Jiráček) – Juliš (78. Konaté). Trenér Ščasný FK Krasnodar: Dykan – Petrov, Granqvist (C), Sigurdsson, Kalešin – Ahmedov – Joaozinho (82. Bystrov), Pereyra (66. Gazinskij), Mamajev, Smolov (68. Wanderson) – Ari. Trenér Kononov |                                     |        |                                       |                                                                     |  |

| Odveta 25. února 2016 | FK Krasnodar                                                                 | 0 : 3  | AC Sparta Praha                                                                           | Kuban Stadium, Krasnodar                                                      |  |
| 19:00 | Charles Kaboré 23' Mauricio Pereyra 45' Charles Kaboré 68' Fjodor Smolov 72' | [ 45 ] | 41' Lukáš Mareček 51' Lukáš Mareček 57' Martin Frýdek 64' Kehinde Fatai 70' Kehinde Fatai | Diváci: 14 850 Rozhodčí: Stefan Johannesson AR: Fredrik Nilsson, Mehmet Culum |  |
| Poznámky: AC Sparta Praha: Bičík – Costa, Holek, Brabec, Zahustel – Vácha, Mareček (79. Matějovský) – M. Frýdek, Dočkal (C) (84. Konaté), Fatai (76. Juliš) – L. Krejčí. Trenér Ščasný FK Krasnodar: Dykan – Petrov, Granqvist (C), Strandberg, Kalešin – Ahmedov, Kaboré, Pereyra (62. Wanderson) – Smolov (75. Torbinskij), Ari, Mamajev (62. Joaozinho). Trenér Kononov |                                                                              |        |                                                                                           |                                                                               |  |

- Celkem 4:0, postupuje  AC Sparta Praha

### Osmifinále Evropské ligy
| 1. zápas 10. března 2016 | AC Sparta Praha                       | 1 : 1  | SS Lazio                              | Letná, Praha                                                                                        |  |
| 21:05 | Martin Frýdek 13' Ondřej Zahustel 52' | [ 46 ] | 38' Alessandro Matri 38' Marco Parolo | Diváci: 17 482 Rozhodčí: Alberto Undiano Mallenco AR: Roberto Diaz Perez Del Palomar, Raúl Cabanero |  |
| Poznámky: AC Sparta Praha: Bičík – Costa, Holek, Brabec, Zahustel – Vácha – Mareček, M. Frýdek – L. Krejčí, Lafata (C) (62. Juliš), Dočkal (59. Fatai). Trenér Ščasný SS Lazio: Marchetti – Radu, Hoedt, Biševac, Konko (46. Basta, 66. Mauricio) – Parolo, Biglia (C), Milinković-Savić – Keita, Matri (55. Lulić), Candreva. Trenér Pioli |                                       |        |                                       | |  |

| Odveta 17. března 2016 | SS Lazio        | 0 : 3  | AC Sparta Praha                                                        | Stadio Olimpico, Řím                                                       |  |
| 19:00 | Senad Lulić 71' | [ 47 ] | 10' Bořek Dočkal 12' Ladislav Krejčí 44' Lukáš Juliš 78' Martin Frýdek | Diváci: 18 827 Rozhodčí: Ruddy Buquet AR: Cyril Gringore, Guillaume Debart |  |
| Poznámky: AC Sparta Praha: Bičík – Costa, Holek, Brabec, Zahustel – Vácha (70. Matějovský), Mareček – L. Krejčí (83. Fatai), M. Frýdek, Dočkal (C) – Juliš (58. Konaté). Trenér Ščasný SS Lazio: Marchetti – Lulić, Hoedt, Biševac, Konko (67. Mauricio) – Parolo, Biglia (C) – Keita, Mauri (58. Anderson), Candreva – Klose (58. Matri). Trenér Pioli |                 |        |                                                                        |                                                                            |  |

- Celkem 4:1, postupuje  AC Sparta Praha

### Čtvrtfinále Evropské ligy
| 1. zápas 7. dubna 2016 | Villarreal CF                                        | 2 : 1  | AC Sparta Praha                                                     | El Madrigal, Villarreal                                                              |  |
| 21:05 | Cédric Bakambu 3' Jaume Costa 40' Cédric Bakambu 63' | [ 48 ] | 31' Jakub Brabec 41' Marek Matějovský 43' Costa 45'+4' Jakub Brabec | Diváci: 15 803 Rozhodčí: Ovidiu Hațegan AR: Octavian Sovre, Sebastian Eugen Gheorghe |  |
| Poznámky: AC Sparta Praha: Bičík – Costa, Holek (28. Kováč), Brabec – Mareček – L. Krejčí, Matějovský (88. Lafata), M. Frýdek, Dočkal (C) – Juliš (73. Fatai), Konaté. Trenér Ščasný Villarreal CF: Asenjo – J. Costa (77. Marin), Ruiz, Bailly, Gaspar – Castillejo (62. Baptistão), Bruno (C), Trigueros, Suárez – Bakambu (82. Adrián), Soldado. Trenér Marcelino |                                                      |        |                                                                     |                                                                                      |  |

| Odveta 14. dubna 2016 | AC Sparta Praha | 2 : 4  | Villarreal CF | Letná, Praha                                                                  |  |
| 21:05 | Ladislav Krejčí 27' Martin Frýdek 41' Lukáš Juliš 61' Radoslav Kováč 63' Bořek Dočkal 65' Ladislav Krejčí 71' Tiémoko Konaté 77' David Lafata 90'+1' | [ 49 ] | 5' Cédric Bakambu 35' Roberto Soldado 43' Samu Castillejo 45'+1' (vl.) David Lafata 49' Cédric Bakambu 78' Samu Castillejo | Diváci: 18 201 Rozhodčí: Martin Atkinson AR: Michael Mullarkey, Stephen Child |  |
| Poznámky: AC Sparta Praha: Bičík – M. Frýdek, Kováč, Mareček, Konaté – L. Krejčí, Dočkal, Matějovský, Fatai – Juliš, Lafata (C). Trenér Ščasný Villarreal CF: Areola – Rukavina, Ruiz, Bailly, Gaspar (57. J. Costa) – Castillejo, Bruno (C), Trigueros (61. dos Santos), Suárez (66. Baptistão) – Bakambu, Soldado. Trenér Marcelino | |        | |                                                                               |  |

- Celkem 3:6, postupuje  Villarreal CF →  AC Sparta Praha končí